# The Legend of Zelda: Echoes of Wisdom
The Legend of Zelda: Echoes of Wisdom é um jogo eletrônico de ação e aventura desenvolvido pela Grezzo e Nintendo EPD e publicado pela Nintendo para o console Nintendo Switch. É o primeiro jogo da série principal de The Legend of Zelda que tem a Princesa Zelda como protagonista. 
Os jogares controlam a Zelda em uma missão para salvar Link e o reino de Hyrule utilizando o Cetro de Tri — um artefato mágico concedido por Tri, uma fada que atua como companheira de Zelda na aventura. O estilo de arte é o mesmo utilizado no remake de Link's Awakening, lançado em 2019, que também foi desenvolvido pela Grezzo. Além disso, este é o primeiro título The Legend of Zelda com tradução oficial para o português do Brasil.

## Jogabilidade
Os jogadores assumem o papel da Princesa Zelda, que pode usar o poder mágico do Cetro de Tri para criar e replicar objetos conhecidos como “ecos”. A protagonista pode criar ecos de monstros ou objetos para ajudar no combate ou na resolução de quebra-cabeças de forma livre, apesar de existir um limite de quantos e quais podem ser invocados, a depender do número de triângulos mostrados pela fada Tri. Além disso, o jogador tem a habilidade de "sincronizar" objetos, fazendo com que eles se movam simultaneamente ao jogador ou vice-versa. Zelda também pode usar a espada de Link para entrar no modo espadachim e enfrentar inimigos diretamente, ao invés de usar apenas ecos nas batalhas. No entanto, essa forma dura por apenas um período limitado de tempo antes que sua energia tenha que ser reabastecida, sendo necessário coletar orbes de energia encontrados no Mundo Inerte para restabelecê-la.
Zelda pode se locomover por Hyrule de diversas maneiras, incluindo a utilização de ecos, de pilares de teletransporte ou com um cavalo. Além disso, a princesa possui várias roupas e equipamentos à disposição e pode combinar ingredientes para comprar sucos que causam diversos efeitos na personagem. 

## Sinopse

### Cenários e personagens
Além de Hyrule, o jogo apresenta o Mundo Inerte, o qual é conectado ao reino através de várias fendas que levam a diferentes partes do Mundo Inerte, onde pessoas, objetos e pedaços de terra transportados são congelados no tempo. Também são nesses locais em que estão os templos que Zelda explora, cada um com um chefe que deve ser derrotado a fim de progredir na história.
Muitos dos povos de Hyrule estão presentes nessa versão do reino, incluindo os Deco, as Gerudo, os Gorons, ambos os Zoras marinhos e fluviais, e os Yetis. Outro personagem interessante é o Dampé, que cria autômatos para Zelda, os quais funcionam de forma similar aos ecos.

### Trama
Ao resgatar Zelda do vilão Ganon, o herói Link desaparece no Mundo Inerte após ser sugado para uma fenda misteriosa, seguido por diversos fenômenos semelhantes ocorrendo por toda Hyrule, em que muitos outros habitantes do reino também desaparecem, incluindo o rei e seus conselheiros: o General Destral e a Ministra Sestria. Com a retorno de Zelda ao Castelo de Hyrule, impostores do rei e de seus conselheiros acusam a princesa de ter causado as fendas e a aprisionam nas masmorras do castelo para ser executada. Zelda escapa com a ajuda da fada Tri, que a concede o Cetro de Tri e acompanha a protagonista em sua jornada por Hyrule, reparando as fendas e salvando os que estão presos no Mundo Inerte. 
Durante a aventura, Zelda enfrenta um impostor de Link e salva o herói verdadeiro depois de derrotar Ganon no Castelo de Hyrule, mas é revelado que o vilão também é um impostor criado pelo mal primordial chamado Nulo, que também possui a habilidade de invocar ecos. Nulo captura Link e Zelda parte em uma missão para reparar as fendas restantes e salvar o herói. Após restaurar as fendas que afetam os santuários das Deusas, Din, Nayru e Farore explicam para a princesa que Nulo habitava o vazio que existia antes de tudo, consumindo a vida quando ela começava a se desenvolver para continuar sendo o único ser existente. As Deusas criaram o universo sobre o vazio para aprisionar Nulo, fazendo com que a entidade se ressentisse com elas. Depois da fundação de Hyrule, Nulo tentou sair de sua prisão ao criar fendas para destruir a criação das Deusas e trazer de volta o vazio. Para contra-atacar as fendas, as Deusas enviaram os Tris para repará-las e retornar quando o objetivo tivesse sido cumprido.
Nulo tenta tomar a Energia Suprema para si ao criar um eco de Zelda, que foi considerada pelas Deusas como digna de possuir parte de seu poder juntamente com Link. Contudo, como Nulo não possui um coração equilibrado, ele obteve apenas a Triforce do Poder, com a da Sabedoria sendo concedida a Zelda e a da Coragem criando uma fenda que leva a Link. O eco da princesa entra para tomar a parte do herói seguida pela verdadeira Zelda. A protagonista derrota seu próprio eco, mas Nulo obtêm o pedaço da Triforce do mesmo jeito e cria fendas gigantescas por praticamente toda Hyrule. Zelda liberta Link e, juntos, eles enfrentam e destroem Nulo. Os Tris, alimentados por um desejo feito através da Triforce completa, restauram as fendas e retornam para as Deusas enquanto Zelda se encontra com o rei.       

## Desenvolvimento
O jogo apresenta um estilo de arte bastante parecido com o do remake de Link's Awakening (2019) para Nintendo Switch, mas, dessa vez, se passará na terra de Hyrule ao invés da ilha de Koholint em que se passa a história de Link's Awakening. 
Echoes of Wisdom é o primeiro Zelda desenvolvido pela Nintendo que conta com a princesa de Hyrule como protagonista. Anteriormente, a personagem estrelou os jogos de CD-i Zelda: The Wand of Gamelon (1993) e Zelda's Adventure (1996), que foram desenvolvidos pela Animation Magic e Viridis, respectivamente. Além disso, Zelda também é um personagem jogável nos spin-offs Hyrule Warriors (2014), Hyrule Warriors: Age of Calamity (2020) e Cadence of Hyrule (2019).
O jogo foi anunciado no dia 18 de junho de 2024, durante um evento da Nintendo Direct e lançado no dia 26 de setembro de 2024.

## Recepção
The Legend of Zelda: Echoes of Wisdom recebeu críticas "geralmente favoráveis", segundo o agregador Metacritic, e 92% dos críticos recomendaram o jogo, de acordo com o OpenCritic. No Japão, quatro críticos da Famitsu deram ao jogo uma nota total de 36 em 40. A maioria dos críticos elogiou o jogo pela sensação de liberdade proporcionada aos jogadores. As principais críticas foram voltadas para o desempenho do jogo, já que a taxa de quadros no Switch é variável, e para o sistema de menus usado para selecionar os ecos durante o gameplay. Há 127 ecos no total, e o método de seleção envolve rolar horizontalmente por uma longa fileira de ícones; sobre esse ponto, o diretor Satoshi Terada afirmou que era uma maneira de incentivar os jogadores a experimentar, fazendo-os "esbarrar e ver ecos que talvez não tenham percebido".

### Vendas
No Japão, Echoes of Wisdom vendeu 200.121 cópias físicas durante sua primeira semana de lançamento, tornando-se o jogo mais vendido da semana no país. Em novembro de 2024, o jogo havia vendido 2,58 milhões de cópias mundialmente.